# 六班長清庄事件
六班長清庄事件是日治時期初期，於1898年12月26日（十一月十四）發生在今臺灣高雄市橋頭區三德里的慘案。而「清庄」是日本統治臺灣初期，對反抗總督府統治的村庄實行的無差別攻擊。

## 事件經過
日本憲兵隊以「村中有三名盜匪四處犯案危害村民」為由，喝令保正劉買和於七天內交出要犯，否則將徹底嚴辦。
七天後，日軍眼見毫無匪徒音訊，於是假借清查戶口名義，將村中十五歲以上男丁統統集合起來，草率訊問後，全部收押綑綁大肆砍殺。據說，當時共有一百名壯丁含冤而死，其中九十九人都是三德村民，另有一名外地牛販夜宿朋友家，未料因此客死他鄉，當時全村風聲鶴唳，沒人敢出面收屍，日軍將百具屍骸就地草草掩埋了事。

## 追思紀念

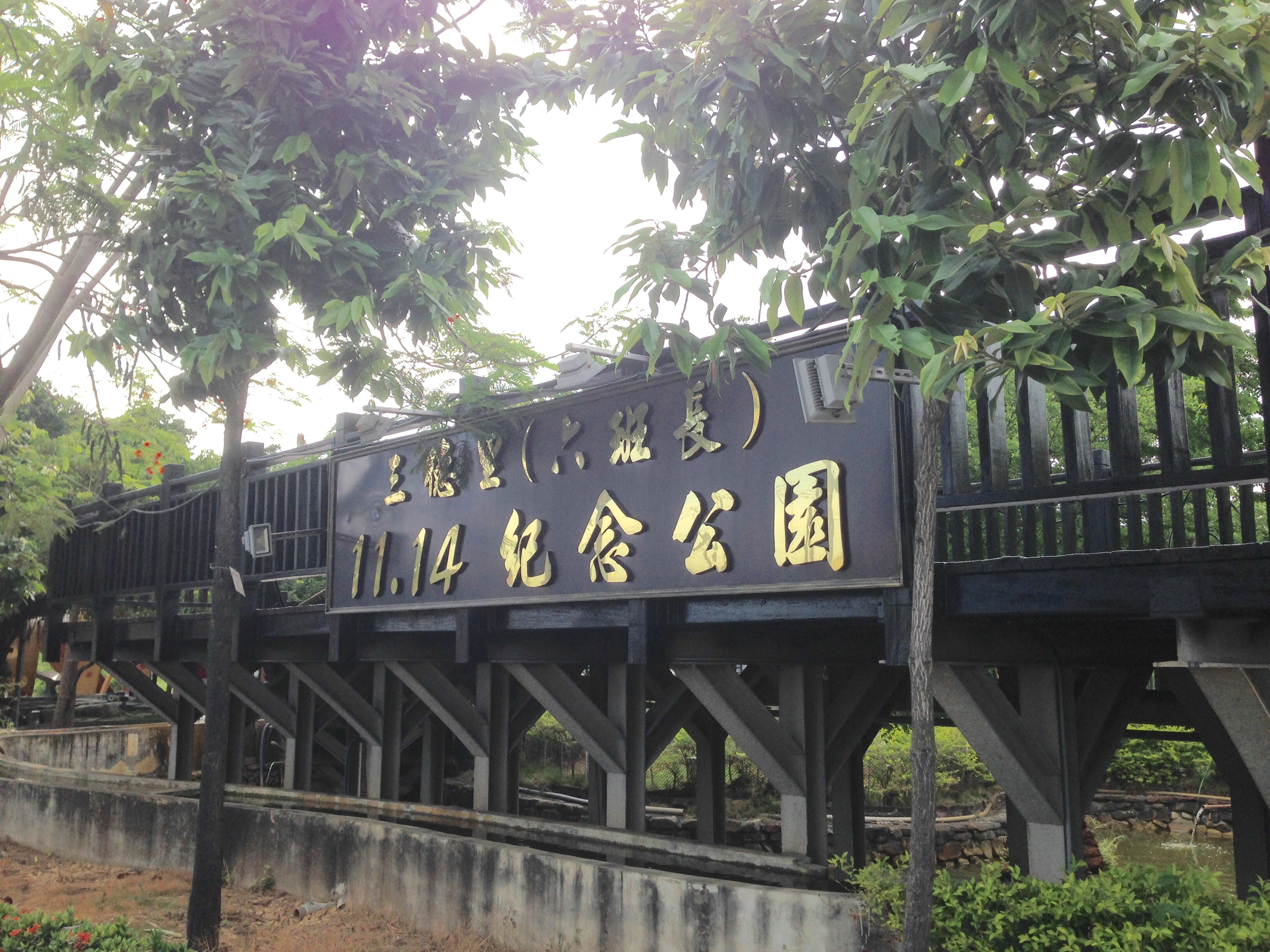
11.14紀念公園

2009年當地居民為了紀念無辜的受害者，在發生事件的那一塊地的附近建立「三德村一一‧一四紀念公園」。2011年末，高雄市政府同意協助遷葬。2012年1月在事件發生地挖出遺骸，洗淨火化後移往紀念公園安葬。

## 地名由來
「六班長」一地位在高雄市橋頭區三德里，地名由來是因為昔日經常有外台戲班來演戲，負責挑戲簍道具的共有六個「班長」住在這裡，久而久之，人口與日俱增聚集成村，當地遂取名為「六班長」。